# Rampur Karkhana
Rampur Karkhana es  un pueblo y nagar Panchayat situado en el distrito de Deoria en el estado de Uttar Pradesh (India). Su población es de 9943 habitantes (2011). 

## Demografía
Según el  censo de 2011 la población de Rampur Karkhana era de 9943 habitantes, de los cuales 5095 eran hombres y 4848 eran mujeres. Rampur Karkhana tiene una tasa media de alfabetización del 71,58%, superior a la media estatal del 67,68%: la alfabetización masculina es del 79,78%, y la alfabetización femenina del 63,10%.